# Craterastrea
Craterastrea is een geslacht van neteldieren uit de klasse van de Anthozoa (bloemdieren).

## Soort
- Craterastrea levis Head, 1983